# Alba - Coalizione Nazionale
Alba - Coalizione Nazionale (in ceco Úsvit – Národní koalice) è stato un partito politico ceco di destra; fondato nel giugno 2013 con la denominazione Alba della Democrazia Diretta (Úsvit přímé demokracie), ha cambiato denominazione nel giugno 2015.

## Storia
Il partito è stato fondato da Tomio Okamura, imprenditore ceco-giapponese e senatore indipendente legato al gruppo del KDU-ČSL. Scopo del partito era la realizzazione della democrazia diretta a tutti i livelli "come una soluzione alla corruzione, al nepotismo, al clientelismo e alla cleptocrazia", il ricorso a referendum, l'elezione diretta di deputati, senatori, sindaci e governatori regionali, la realizzazione di un sistema presidenziale e una separazione più forte dei poteri dello Stato. Nelle sue campagne elettorali, il partito si è contraddistinto per la sua ostilità ai Rom, con Okamura che ha chiesto alla comunità Rom di lasciare la Repubblica Ceca e di fondare un loro stato.
Alle elezioni parlamentari del 2013 il partito ha ottenuto il 6,88% dei voti e 14 seggi. Alle elezioni europee del 2014 il partito ha invece ottenuto solo il 3,12% dei voti, senza riuscire così a superare la soglia di sbarramento del 5% e ad eleggere rappresentanti al Parlamento europeo.
Nel maggio 2015 il leader Okamura esce dal partito e fonda Libertà e Democrazia Diretta (Svoboda a přímá demokracie); nuovo leader del partito diventa Miroslav Lidinský.

## Risultati elettorali
| Elezione          | Voti    | %    | Seggi    |
| ----------------- | ------- | ---- | -------- |
| Parlamentari 2013 | 342.339 | 6,89 | 14 / 200 |
| Europee 2014      | 47.306  | 3,12 | 0 / 21   |